# Jack Richard Williams
John "Jack" Richard Williams (29 de outubro de 1909 - 24 de agosto de 1998) foi um político norte-americano que foi governador do estado norte-americano do Arizona, no período de 1967 a 1975, pelo Partido Republicano.